# Bunchosia odorata
Bunchosia odorata là một loài thực vật có hoa trong họ Malpighiaceae. Loài này được (Jacq.) Juss. mô tả khoa học đầu tiên năm 1811.